# Allostichaster peleensis
Allostichaster peleensis är en sjöstjärneart som beskrevs av Marsh 1974. Allostichaster peleensis ingår i släktet Allostichaster och familjen trollsjöstjärnor. Inga underarter finns listade i Catalogue of Life.